# 雅加达爱情故事
雅加达爱情故事（英語：Jakarta Love Story），是一部印度尼西亚爱情电视剧，由SinemArt制作，每天在RCTI上播放。演员包括爱尔兰·贝拉、雷兹基·阿迪亚、里奥纳尔多·斯托克霍斯特、米莎·钱德拉维纳塔、米歇尔拉·普特里、纳西亚·马塞拉、凯斯·阿古斯丁、克里斯蒂安·苏吉诺、肯朗·米尔达和梅斯蒂卡·塞尼查克萨纳。